# Góry Kambryjskie
Góry Kambryjskie (wal. Elenydd, ang. Cambrian Mountains) – stary, silnie zniszczony masyw górski położony w środkowej Walii (Wielka Brytania) o długości ok. 200 km. Zbudowany głównie ze skał paleozoicznych, sfałdowanych w orogenezach kaledońskiej (część północna i środkowa) i hercyńskiej (część południowa).
Najwyższym szczytem Gór Kambryjskich jest Yr Wyddfa (1085 m n.p.m.), ale większość grzbietów górskich nie przekracza 600 m wysokości. Obszar ten, objęty w czwartorzędzie zlodowaceniem, został silnie zerodowany.
Wierzchowiny i stoki górskie pokryte są głównie wrzosowiskami i torfowiskami, jedynie w dolinach zachowały się resztki lasów. Charakterystyczne są tu rozległe pastwiska. Ponadto znajdują się tu pewne ilości surowców mineralnych, takich jak węgiel kamienny, rudy żelaza. Wydobywano tu także surowce skalne, np. łupki. W niektórych dolinach powstały sztuczne zbiorniki wodne, które stanowią główne źródło zaopatrzenia w wodę m.in. dla aglomeracji miejskich Liverpoolu i Birmingham. Jeden ze zbiorników powstał w latach 60. XX wieku w dolinie Tryweryn. Utworzenie zbiornika wiązało się z wysiedleniem walijskojęzycznej ludności tego obszaru. Wywołało to w całej Walii protesty obrońców języka walijskiego.

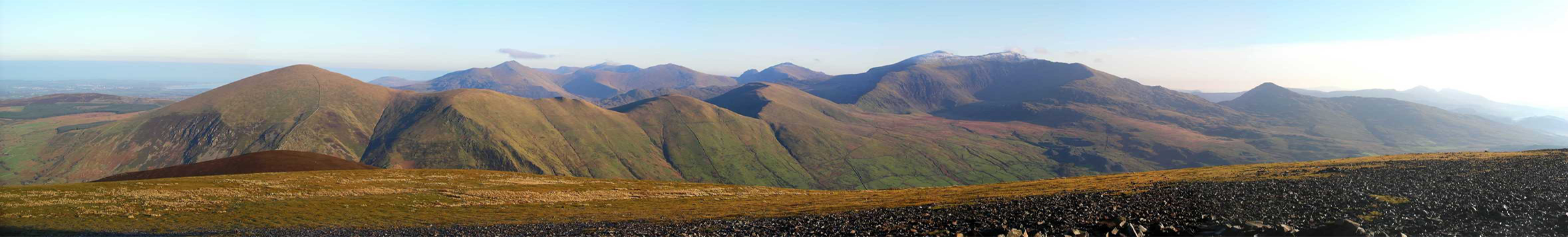
Panorama Masywu Snowdońskiego z najwyższym szczytem Walii Snowdon (z prawej strony)